# Пара-Метоксиметамфетамин

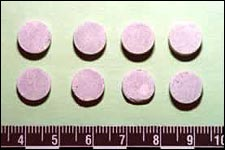
Таблетки PMMA, изъятые в Мэриленде, США

пара-Метоксиметамфетамин (PMMA, Red Mitsubishi) — стимулятор и психоделик, тесно связанный с пара-метоксиамфетамином (PMA) серотонинергическим препаратом класса амфетаминов. Химическое название метил-MA, 4-метокси-N- метиламфетамин, 4-MMA (4-PMDA, в соответствии с его исходным физическим названием). Обладает эмпатогенным действием, аналогичным действию MDMA, но, в отличие от последнего, в меньшей степени проявляет стимулирующее действие. Иногда продаётся под видом «экстази».
Типичная пероральная доза составляет более 100 мг.
ПММА представляет собой 4-метокси аналог метамфетамина. Мало что известно о фармакологических свойствах, метаболизме и токсичности ПММА; из-за его структурного сходства с PMA, который известен токсичностью для людей, считается, что от него высоковероятны побочные эффекты или смерть при передозировке. В начале 2010-х годов ряд смертей среди потребителей экстази был связан с данным веществом.
При низких дозировках ПММА меньше способствует развитию гипертермии но при более высоких дозировках побочные эффекты и риск смерти становятся такими же, как у PMA.
Синтез и эффекты ПММА были описаны американским химиком-экспериментатором Александром Шульгиным в его книге PiHKAL, где он упоминается под названием «метил-МА», как N- метилированная форма 4-МА (ПМА). Шульгин сообщил, что ПММА вызывает повышение артериального давления и частоты сердечных сокращений при дозах выше 100. мг, но не вызывает психоактивных эффектов.

## Рекреационное использование
ПММА был обнаружен в таблетках и капсулах, продаваемых как экстази. Ряд смертей был приписан таблеткам, продаваемым как экстази, которые содержали другие вещества, такие как структурный аналог ПММА, ПМА. Смерть может наступить в результате принятия крупных доз препарата, которые наркопотребитель рассматривает как рекреационную дозу МДМА. PMA вызывает особую озабоченность, потому что он не только вызывает выброс серотонина, но также действует как ингибитор моноаминоксидазы; если он используется в сочетании с МДМА или другим подобным МДМА веществом, может возникнуть серотониновый синдром.
PMMA обнаруживается с помощью наборов для тестирования таблеток.

## Правовой статус
PMMA не входит в список запрещённых веществ на федеральном уровне в Соединённых Штатах но может считаться аналогом PMA, и в этом случае продажа или хранение, предназначенные для потребления человеком, могут преследоваться в соответствии с Федеральным законом об аналогах. В штате Флорида «4-метоксиметамфетамин» запрещён.